# Sencjury
Sencjury (Сенцюры; in russo Сентюры?, Sentjury) è un centro abitato della Bielorussia, sito nella regione di Vicebsk.
La località è posta a breve distanza dal confine russo e ospita un punto di frontiera della strada M1.